# Hitcham, Buckinghamshire
Hitcham var en civil parish fram till 1934 när blev den en del av Burnham, Taplow och Dorney, i grevskapet Buckinghamshire, i England. Civil parish var belägen 11 km från High Wycombe och hade 886 invånare år 1931. Byar nämndes i Domedagsboken (Domesday Book) år 1086, och kallades då Hucheham.